# Nathalie Lamborelle
Nathalie Lamborelle née le 1er février 1988 à Schifflange est une coureuse cycliste luxembourgeoise. Elle a notamment été championne du Luxembourg sur route en 2005, 2008 et 2009, et championne du Luxembourg de cyclo-cross en 2007 et 2008.

## Palmarès sur route
- 2005
  -  Championne du Luxembourg sur route
  - 5e du championnat du monde sur route juniors
- 2006
  - 3e du championnat du Luxembourg sur route
  - 3e du championnat du Luxembourg du contre-la-montre
- 2008
  -  Championne du Luxembourg sur route
  - 2e du championnat du Luxembourg du contre-la-montre
  - 2e du Grand Prix Elsy Jacobs
- 2009
  -  Championne du Luxembourg sur route
  - 3e du championnat du Luxembourg du contre-la-montre
  - 8e du championnat d'Europe sur route espoirs
  - 8e du Tour de Nuremberg
- 2010
  - 2e du championnat du Luxembourg sur route
  - 3e du championnat du Luxembourg du contre-la-montre
- 2011
  - 2e du championnat du Luxembourg sur route
  -  Médaillée de bronze de la course sur route des Jeux des petits États d'Europe
  - 3e du championnat du Luxembourg du contre-la-montre
- 2012
  - 2e du championnat du Luxembourg sur route
  - 3e du championnat du Luxembourg du contre-la-montre
- 2013
  -  Médaillée d'argent de la course sur route des Jeux des petits États d'Europe
  - 2e du championnat du Luxembourg sur route
  - 2e du championnat du Luxembourg du contre-la-montre
- 2016
  - 3e du championnat du Luxembourg sur route

## Palmarès en cyclo-cross
- 2003-2004
  - 2e du championnat du Luxembourg de cyclo-cross
- 2004-2005
  - 2e du championnat du Luxembourg de cyclo-cross
- 2006-2007
  -  Championne du Luxembourg de cyclo-cross
- 2007-2008
  -  Championne du Luxembourg de cyclo-cross
- 2008-2009
  - 3e du championnat du Luxembourg de cyclo-cross
- 2010-2011
  - 2e du championnat du Luxembourg de cyclo-cross
- 2016-2017
  - 2e du championnat du Luxembourg de cyclo-cross
- 2017-2018
  - 2e du championnat du Luxembourg de cyclo-cross